# Sendi (pevka)
Sandra Zupanc por. Klemm, znana pod umetniškim imenom Sendi, slovenska pevka zabavne glasbe in učiteljica petja, * 14. marec 1972, Banja Luka, Bosna in Hercegovina
V 90. letih je bila znana dance pevka in del vala tehno-pop glasbe (Gimme5, 4 Fun, Power Dancers, 2 Alive, Slo Active, Babilon, Final in Sound Atack), ki je v Slovenijo prišel iz Hrvaške, kjer je popularnost tega žanra eksplodirala z uspehom pesmi Tek je 12 sati.
Uživala je status seks bombe, vrhunec priljubljenosti pa je doživela leta 1995, ko je izdala svoj najbolj prodajan album Nemirna kri, ki ga je produciral Daniel Popović, znan kot pevec pesmi Džuli na Evroviziji. Pozornost je zbujala z drznim stilom oblačenja in z odkritostjo glede operativnega povečanja svojega oprsja. Leta 1997 se je slekla za aprilsko številko revije Moški svet.
Leta 1998 je v TV oglasu odpela Da pralni stroj bo dlje živel, dodaj Calgon.
Leta 2000 je izdala zadnji album, preden se je umaknila iz javnosti. Leta 2004 je končala Srednjo Glasbeno in Baletno šolo (pri Nadi Žgur na jazz oddelku).
Dela kot učiteljica jazz petja v Zavodu sv. Stanislava, glasbeni šoli in svojem studiu. Pela je na nekaj sinhroniziranih animiranih filmih. Je članica skupine Pepel in kri, kjer je zamenjala Zvezdano Sterle. Sodeluje s skupino Sopranos. Leta 2023 se je vrnila na glasbene odre z novo skladbo Zbudi se.
Leta 2014 je na lokalnih volitvah z možem neuspešno kandidirala na listi Zelena Koalicija Mihe Jazbinška za položaje svetnikov četrtne skupnosti Golovec.
Leta 2023 je izdala novo pesem Zbudi se in se z njo vrnila s plesno skladbo na glasbene odre.

## Zgodnja leta
Do sedmega leta je živela v Bosni, od koder je njena mati, nato se je preselila v Ljubljano. Sedem let je plesala jazz balet. Obiskovala je tečaje petja doma in v tujini. Maturirala je na poljanski gimnaziji.

## Pevska kariera

### Začetki
Kot otrok je pela v radijskem zboru RTV Slovenija, v srednji šoli pa je nastopala z raznimi zasedbami. Leta 1986, 1987 in 1988 je nastopila na tekmovanju Glas mladih Slovenije v Črnomlju. Vrata glasbene industrije ji je odprl Brane J. Vunjak. Za kompilacijo Špela debela, ki jo je izdala njegova založba Mandarina, je prispevala naslovno pesem in skladbo Ko bi vedel. Ista založba je izdala tudi njen prvi album Sendi (1992).
Bila je spremni vokal skupine Malibu na njihovi zbirki miksov 30 slovenskih popevk. Pela je tudi z bendom Don Juan.

### Nemirna kri
Daniela Popovića je spoznala leta 1994, ko ji je ponudil sodelovanje pri projektu, s katerim je želel uspeti na slovenskem tržišču. Plod njunega sodelovanja je bil album Nemirna kri (1995). Posnela ga je v Zagrebu zaradi kvalitetnejše produkcije.

## Zasebno
Leta 2005 se je poročila s članom Big Banda RTV Slovenija, saksofonistom Adamom Klemmom, pripadnikom madžarske manjšine iz Vojvodine. Imata tri otroke. Leta 2021 sta se zakonca ločila.
Njen oče Anton, ki je igral v orkestru JLA, ni odobraval njenega imidža. Očital ji je, da se ne zaveda, da se bo zredila in postarala.

## Nastopi na glasbenih festivalih

### Slovenska popevka
- 1999 Se še spominjaš – 10. mesto
- 2009 Poglej me – 12. mesto (47 telefonskih glasov)[navedi vir]

### GodiBodi
- 2015 – z Adamom Klemmom[34]

### Evrosong (kot back vokalistka)
- 1993 Tih deževen dan, 1XBand
- 1998 Naj bogovi slišijo, Vili Resnik

Vir

## Diskografija

### Solokariera

#### Albumi
- Sendi (Mandarina, 1992)[25]
- Zate (Mandarina, 1994)
- Nemirna kri (Mandarina, 1995) – srebrna plošča[35]
- Zase me vzemi (Mandarina, 1996)
- Brezmejna ljubezen (Dallas Records, 1999)
- Na drugem koncu sveta (Dallas Records, 2000)
- Se še spominjaš (Gong Records, 2009)
- Nostalgija (Celinka, 2015) – z Adamom Klemmom

#### Singli
- Ko bi vedel (1992)[25]
- Vse bi dala (1994)[36]
- Nisi edini (1995)[37]
- Nemirna kri (1995)[38]
- Tisoč solz (1995)[39]
- Vedno ob tebi (1996) - z Avia Band[40]
- Macho Man (1996)[41]
- Zase me vzemi (1996)[42]
- Upanje (1996)[43]
- Naj se zabava svet (1997)[44]
- Daj da te ujamem (1998)[45]
- Spelji se (1998)[46]
- Ljubim te (1998)[47]
- Vabi poletje (1999)[48]
- Marinero (1999)[49]
- Stigmata (2000)[50]
- Sonce (2000)[50]
- Objemi me (2000)[50]
- Zbudi se (2023)[20]

### Spremni vokal
- Usoda z mano se igra – Danijel Šmid - Danny (1995)[51]

### Kompilacije
- Špela debela in druge uspešnice (Mandarina, 1992)
- 20 zlatih založbe Mandarine (Mandarina, 2000)

### Sodelovanje
- Pastirica Urška (Založba Brat Frančišek, 2006)

Viri

## Filmografija

### Sinhronizacija
- Franček in zeleni vitez (Franklin and the Green Knight: The Movie (2002)
- Janko in Metka; Kralj Drozgobrad (Hansel and Gretel; King Thrushbeard) (2003)
- Mizica pogrni se; Zvesti Janez (Table set yourself; Faithful John) (2003)
- Kako izuriti svojega zmaja 2 (How to train your dragon 2) (2014)
- Princ Ki-Ki-Do: Močvirska pošast (2014)

Vir